# Mesoceration truncatum
Mesoceration truncatum är en skalbaggsart som beskrevs av Perkins och Balfour-browne 1994. Mesoceration truncatum ingår i släktet Mesoceration och familjen vattenbrynsbaggar. Inga underarter finns listade i Catalogue of Life.